# 安托尼夫卡 (利京區)
49°14′29″N 27°55′41″E / 49.24139°N 27.92806°E
安托尼夫卡（烏克蘭語：Антонівка），是烏克蘭的村落，位於該國西南部文尼察州，由文尼察區負責管轄，始建於1790年，面積0.03平方公里，2001年人口43，人口密度每平方公里1,264.71人。